# Euronews
Euronews je mnohojazyčná panevropská zpravodajská televizní stanice se sídlem v francouzském Lyonu-Ecully. Posláním této stanice je přinášet zpravodajství z celého světa z evropské perspektivy.
V Česku je Euronews dostupný v některých kabelových (CATV nebo DVB-C) a IPTV sítích a také volně na satelitech (DVB-S) Astra (19,2° a 28,2° východně), Hot Bird (13,0° východně) nebo Nilesat (7,0° západně).
Stanici EuroNews je možné naladit rovněž v kabelových sítích a satelitech v Asii a Americe a prostřednictvím partnerů vysílá také terestricky v mnoha zemích Evropy. V České republice byl do roku 2006 její zpravodajský pořad vysílán na ČT2.
V roce 2009 byl Euronews dostupný 292 milionů domácnostem ve 144 zemích světa, v Evropě dosáhl v dostupnosti první příčku mezi všemi zpravodajskými stanicemi se 177 miliony domácností (2. CNN – 135 mil., 3. BBC World News – 89 mil., 4. CNBC – 75 mil. domácností).
Programová skladba Euronews se do jisté míry opakuje v hodinovém taktu. Zpravodajství je vysíláno každou půlhodinu. Původním pořadem je No Comment, blok ve kterém ukazují nekomentované záběry z aktuálního dění ve světě. Tím se v minulosti inspirovala například i Česká televize, která na svém programu ČT24 vysílala blok Bez komentáře.
Euronews vysílá v jedenácti oficiálních jazycích, které jsou dostupné takřka na všech satelitních frekvencích. Jedná se o angličtinu, arabštinu, francouzštinu, italštinu, němčinu, portugalštinu, ruštinu, španělštinu, turečtinu, perštinu a ukrajinštinu. Euronews vysílá prostřednictvím svých partnerů i v rumunštině (30 minutový blok na kanálu TVR 2) a nově budou překládány magazíny o vědě a technice do čínštiny, které budou odvysílány v čínské státní televizi CCTV (televize).
Největšími akcionáři Euronews jsou France Télévisions, Rai a VGTRK. Tito tři vysílatelé se na programu podílí finančně s více než 50 %.

## Historie
Euronews byl původně založen European Broadcasting Union (česky Evropská vysílací unie) z iniciativy 11 evropských veřejnoprávních vysílačů:[zdroj⁠?!]
- CYBC
- ERT
- France Télévisions and TF1 (Television Francaişe)
- RAI (Radio televisione Italiana)
- RTBF
- RTP (Rádio e Televisão de Portugal)
- RTR
- RTÉ
- RTVE
- SVT
- MTG
- SRG-SSR
- TMC (Télé Monte Carlo)
- Yle
- BHRT
- TRT

První vysílání bylo spuštěno 1. ledna 1993 z francouzského Lyonu.
V roce 1997 koupila britská zpravodajská služba ITN 49% podíl stanice Euronews za 5,1 milionů liber od Alcatel-Alsthom.
Přechod z analogového na digitální příjem přešla stanice v roce 1999. V téže roce byla spuštěna portugalská audio verze.
Rusko se své audio verze dočkalo v roce 2001. 6. února 2006 odkoupila ukrajinská veřejnoprávní televize NTU (Nacionalna telekompanija Ukrajiny) 1% podíl v SOCEMII.
2007 – Luxe TV uzavřel s Euronews smlouvu o produkci pořadů o životním stylu a luxusních výrobcích.

## Pořady
- News – Zpravodajství
- Press Review – O čem píše přední evropský tisk
- Economia – Finanční zpravodajství
- Markets – Zpravodajství ze světa trhu
- Headlines – Hlavní body zpráv
- Europa – O evropských záležitostech
- Sport – Sportovní zpravodajství
- No Comment – Krátké nekomentované záběry z celého světa
- Meteo – Počasí
- Interview – Rozhovor
- Europeans – Zaměřeno na životy prostých Evropanů
- Mediterraneans – Zaměřeno na životy prostých Evropanů žijících v oblasti kolem Středozemního moře
- Pass – Všeobecné informace o dění v Evropě
- Europinion
- Le Mag – Magazín z oblasti hudby, umění, módy, cestování a kultury
- Cinema – Filmový magazín
- Comment – Interaktivní komentář Evropanů týkající se klíčových problémů
- Space – Pohled na vesmírné technologie
- Hi Tech – Magazín z oblasti vědy a techniky
- Futuris – Zaměřeno na budoucí teorie a technologie
- Terra Viva – Příběhy související s životním prostředím
- Agenda – Aktuální dění v evropské kultuře
- Parlamento – Zpravodajství z evropského parlamentu EU
- Perspectives – Poukazuje na to, jak různé evropské stanice vysílají aktuální dění
- Fly – Zpravodajství z evropských letišť
- Musica – Hudební magazín
- Agora
- Good Morning Europe

## Vize do budoucna
EuroNews uvažuje[kdy?] o expanzi na východ a rozšíření jazykových verzí o běloruštinu, ukrajinštinu a bulharštinu.